# 1618

## Събития
- 8 март – Йоханес Кеплер открива третия закон за движението на планетите (скоро отхвърля идеята, но след известни изчисления потвърдава своето откритие на 15 май.
- 23 май – Втората Пражка дефенестрация поставя началото на Тридесетгодишната война.
- 14 юни – Счита се за датата, на която е отпечатан първият холандски вестник (Courante uyt Italien, Duytslandt, &c.) в Амстердам.
- 20 юли – Според сложни математически изчисления Плутон е достигнал втория си най-скорошен афелий. Следващият е бил през 1866 г. Следващият ще бъде през 2113 г.
- 19 септември – 21 ноември – Битката при Пилзен.
- 29 октомври – Английският изследовател, придворен и писател сър Уолтър Ралей е обезглавен за заговор срещу крал Джеймс I.
- В Османската империя султанът Мустафа I е сменен от Осман II (1618-1622).

## Родени
- 1 януари – Бартоломе Естебан Мурильо, испански живописец († 1682 г.)
- 2 април – Франческо Мария Грималди, италиански математик и физик († 1663 г.)
- 3 ноември – Aurangzeb, моголски император на Индия († 1707 г.)
- неизвестна дата – Ричард Лъвлейс (Richard Lovelace), английски поет († 1657 г.)

## Починали
- 20 февруари – Вилхелм Орански, принц Орански, граф на Насау (р. 1554 г.)
- 7 юни – Томас Уест, 3-ти барон де ла Уар (De La Warr), английски губернатор на Вирджиния, на когото впоследствие са кръстени заливът, реката и щата Делауеър (р. 1577 г.)
- 23 август – Гербранд Адрианс Бредеро (Gerbrand Adriaensz Bredero), холандски писател (р. 1585 г.)
- 28 септември – Джошуа Силвестър, английски поет (р. 1563 г.)
- 29 октомври – Уолтър Ралей, английски изследовател и писател (екзекутиран) (р. 1554 г.)
- 2 ноември – Максимилиан III, ерцхерцог на Австрия (р. 1558 г.)
- 6 декември – Жак-Дави Дюперон (Jacques-Davy Duperron), френски кардинал (р. 1556 г.)
- 10 декември – Джулио Качини, италиански композитор, преподавател, певец, инструменталист и писател
- вероятно – индианският вожд Поухатан (Powhatan), (още известен като Wahunsenacawh), баща на Покахонтас (р. 1547 г.)